# Sunningdale School
Sunningdale School é uma escola preparatória para garotos, com capacidade para 100 estudantes. Foi fundada em 1874, em Sunningdale, Berkshire, perto de Londres, Inglaterra.